# Várkerti Stadion
A Várkerti Stadion Kisvárda legnagyobb labdarúgópályája. Itt játssza hazai mérkőzéseit a Kisvárda FC. A stadion befogadóképessége 2990 fő, ezzel Magyarországon a legkisebb befogadóképességű stadion volt az NB I-ben. 2018-ban feljutott az NB I-be a Kisvárda, emiatt épült meg az új stadion. A régi focipályát, a Várkerti Sportpályát a klub második számú csapata továbbra is használja. Jelenleg a Kisvárda FC az NB II-ben szerepel.

## Címe
A Googlemaps a címét unnamed road (névtelen út) szöveggel jelzi.

## A stadion
A stadion UEFA III-as kategóriájú besorolású, 9 skybox, villanyvilágítás, a pálya természetes füves borítású, önálló öntözőrendszerrel és fűthető. A két egymással átlós sarkában két mátrix kivetítő található. A vendégszektorokban 264 szurkoló foglalhat helyet.

## Rekordok
Nézőcsúcs:
- 2023. február 11.: NB1: Kisvárda FC – Ferencvárosi TC 0–0, 3150 néző[2]